# ルートヴィヒ9世 (バイエルン公)
ルートヴィヒ9世（Ludwig IX., 1417年2月23日 - 1479年1月18日）は、下バイエルン＝ランツフート公。ハインリヒ16世とオーストリア公アルブレヒト4世の娘マルガレーテの子。

## 生涯
プファルツ選帝侯フリードリヒ1世と同盟を結び、フランケンを巡ってブランデンブルク選帝侯アルブレヒト・アヒレスと対立したが敗北している。以後も帝国自由都市ディンケルスビュールと紛争を起こしている。また、バイエルンからユダヤ人を追放した。
1472年、インゴルシュタットにインゴルシュタット大学を創設した。この大学はランツフートに移転、19世紀になってバイエルン王ルートヴィヒ1世によりミュンヘンに移転された。

## 子女
1452年、ザクセン選帝侯フリードリヒ2世の娘アマリアと結婚、3人の子が生まれた。
1. エリーザベト（1453年 - 1457年）
2. ゲオルク（1455年 - 1503年）
3. マルガレーテ（1456年 - 1501年） - プファルツ選帝侯フィリップと結婚。